# Ruokojärvi (sjö i Finland, Lappland)
Ruokojärvi är en sjö i Finland. Den ligger i kommunen Kolari i landskapet Lappland, i den norra delen av landet, 800 km norr om huvudstaden Helsingfors. Ruokojärvi ligger 189,6 meter över havet. Arean är 26,4 hektar och strandlinjen är 2,71 kilometer lång. Sjön  ingår i Torne älvs huvudavrinningsområde. 